# The Sinking City
The Sinking City  es un videojuego de acción, aventura, misterio y terror desarrollado por Frogwares, inspirado en las obras del autor de terror H. P. Lovecraft. La historia sigue al investigador privado y veterano de guerra Charles W. Reed mientras busca la causa de las implacables inundaciones de Oakmont y las Visiones terroríficas que obligan a docenas de personas a viajar a la ciudad.
The Sinking City fue lanzado para Microsoft Windows, PlayStation 4,  Xbox One y Nintendo Switch el 27 de junio de 2019.

## Jugabilidad
The Sinking City es un juego de detectives de mundo abierto con una perspectiva de cámara en tercera persona. Presenta un sistema de investigación en el que el resultado de las misiones del jugador a menudo se definirá por cuán observadores sean los jugadores cuando investiguen diferentes pistas y pruebas. 
La ciudad de Oakmont está compuesta por siete distritos (Advent, Coverside, Grimhaven Bay, Oldgrove, Reed Heights, Salvation Harbor y The Shells) que se han visto afectados por las inundaciones en varios grados, y el jugador debe usar un bote para atraviesa las calles inundadas para llegar a zonas más secas. El jugador puede nadar si es necesario, pero el agua está infestada y puede dañar fatalmente la salud y la cordura del jugador. El jugador también reúne un arsenal de herramientas y armas, y en ocasiones debe usarlas para matar criaturas de otro mundo y disipar las alucinaciones. Sin embargo, como Oakmont es un lugar aislado con recursos menguantes y un orden social deteriorado, las balas han reemplazado al dinero como la moneda preferida; gastar demasiadas balas puede dejar al jugador incapaz de intercambiar por los artículos deseados. Otro recurso importante es la cordura, que se gasta en poderes de investigación utilizados para reconstruir escenas del crimen e identificar pistas. La cordura se regenera lentamente por sí sola, pero se puede reponer más rápido con medicamentos antipsicóticos. Las escenas y los encuentros perturbadores pueden causar caídas repentinas y agudas en la cordura, lo que afecta la percepción del jugador del entorno y la pérdida total de cordura es fatal.

## Sinopsis
The Sinking City tiene lugar en la apartada ciudad pesquera de Oakmont, Massachusetts, en la década de 1920, un lugar que no está marcado en ningún mapa y pocas personas saben cómo encontrarlo debido a su lejanía. Oakmont tiene una larga historia de asociación con lo oculto, y muchos de sus ciudadanos no solo son excéntricos, sino practicantes descarados del ocultismo. Los cultistas con atuendos rituales sangrientos son una vista sin igual en las calles junto a los pescadores, la gente del pueblo promedio, los refugiados de la destrucción de la cercana Innsmouth, los miembros indigentes y desesperados y adinerados de la clase alta. La ciudad también desarrolló su dialecto único con los años, pero el origen de muchas frases es turbio. Hace seis meses, Oakmont fue inundada por una misteriosa y persistente inundación de origen sobrenatural que sumergió muchas de sus calles y la aisló del continente. "The Flood", como lo conocen los Oakmonters, trajo consigo una fuerza oscura que infunde inexorablemente la histeria y la locura en las mentes de los ciudadanos aterrorizados, y la ciudad en apuros está al borde del colapso. Además, multitudes de personas de fuera de Oakmont que fueron reportadas como desaparecidas han aparecido en la ciudad, atraídas por visiones inquietantes e inexplicables.
Charles Winfield Reed, un marinero de la Armada de los EE. UU. y veterano de la Primera Guerra Mundial, convertido en investigador privado, viaja desde Boston a Oakmont por invitación del intelectual Johannes van der Berg para descubrir la causa de las visiones de pesadilla que lo han estado asolando durante años, visiones que son compartidas por muchas otras personas y más comúnmente ocurre en Oakmont. Reed es contratado por Robert Throgmorton, el influyente y físicamente llamativo cabeza de una de las principales familias de Oakmont que también ha estado estudiando las visiones, para ayudar a descubrir la causa de las inundaciones que asuelan la ciudad. Mientras Reed persigue esta investigación y utiliza otros poderes de observación extrasensoriales aparentemente otorgados por sus visiones, descubriendo la oscura historia y el sórdido vientre de Oakmont en el camino, debe proteger su cordura, ya que se ve erosionada por la oscuridad de la ciudad, criaturas de otro mundo atraídas por la muerte llamadas Wylebeasts, y el uso de sus propios poderes.

## Desarrollo y lanzamiento
Al planear The Sinking City, el desarrollador Frogwares imaginó el entorno de mundo abierto de Oakmont como un área urbana densamente construida que tenía dos kilómetros cuadrados. A medida que esto hacía el diseño manual de toda la ciudad inviable, Frogwares volvió a Unreal Engine 4 y siguió el ejemplo de técnicas de generación de la ciudad usadas por primera vez en Assassin's Creed para crear bloques enteros de Oakmont a la vez a través de la generación de procedimientos. Estos bloques prefabricados se ensamblaron a partir de activos basados en la actual Nueva Inglaterra de principios del siglo XX. arquitectura, con bloques en diferentes distritos de Oakmont siguiendo diferentes conjuntos de reglas para dar a cada distrito un propósito y una atmósfera distintos. Entre los diversos bloques genéricos, los diseñadores colocaron una serie de edificios únicos y puntos de referencia, y también decoraron los bloques genéricos con otros activos a mano. Las áreas de la ciudad designadas para inundaciones también utilizaron activos únicos en su generación, como limo, algas marinas y percebes, para que se destaquen en sus distritos.
The Sinking City fue anunciada por primera vez por Frogwares el 9 de marzo de 2016, con imágenes de juego pre-alfa que debutaron el 28 de julio de 2017. El juego originalmente estaba programado para su lanzamiento el 21 de marzo de 2019, pero finalmente se retrasó hasta el 27 de junio de 2019. El gerente de la comunidad de Frogwares, Sergey Oganesyan, explicó que la decisión de retrasar el juego se tomó para evitar una ventana de lanzamiento abarrotada y permitir un tiempo de pulido adicional. Frogwares más tarde anunció que The Sinking City sería un lanzamiento exclusivo por un año para Epic Games Store para PC, pero esto no afectaría los lanzamientos de consolas. Un puerto de Nintendo Switch también será publicado por Frogwares y lanzado el 12 de septiembre de 2019.

## Recepción
The Sinking City ha recibido críticas "mixtas o promedio" según Metacritic. Los revisores generalmente elogiaron la escritura del juego, la construcción del mundo y la falta de mano para encontrar y sacar conclusiones de pistas para resolver casos, pero criticaron el combate como lento y frustrante, y señalaron múltiples problemas técnicos, como tiempos de carga largas.
Jeff Marchiafava, de Game Informer, resumió: " The Sinking City comparte los mismos problemas de los juegos anteriores de Frogwares, pero también aprovecha las mismas fortalezas. Los casos de Reed ofrecen giros sorprendentes y momentos memorables, y desarrollan un mundo retorcido y un elenco de personajes de los que disfruté aprender. El combate y la repetición pueden provocar el tipo equivocado de locura, pero los fanáticos del horror Lovecraftiano aún deberían considerar visitar "The Sinking City".